# Maxerkapelle (Innervillgraten)

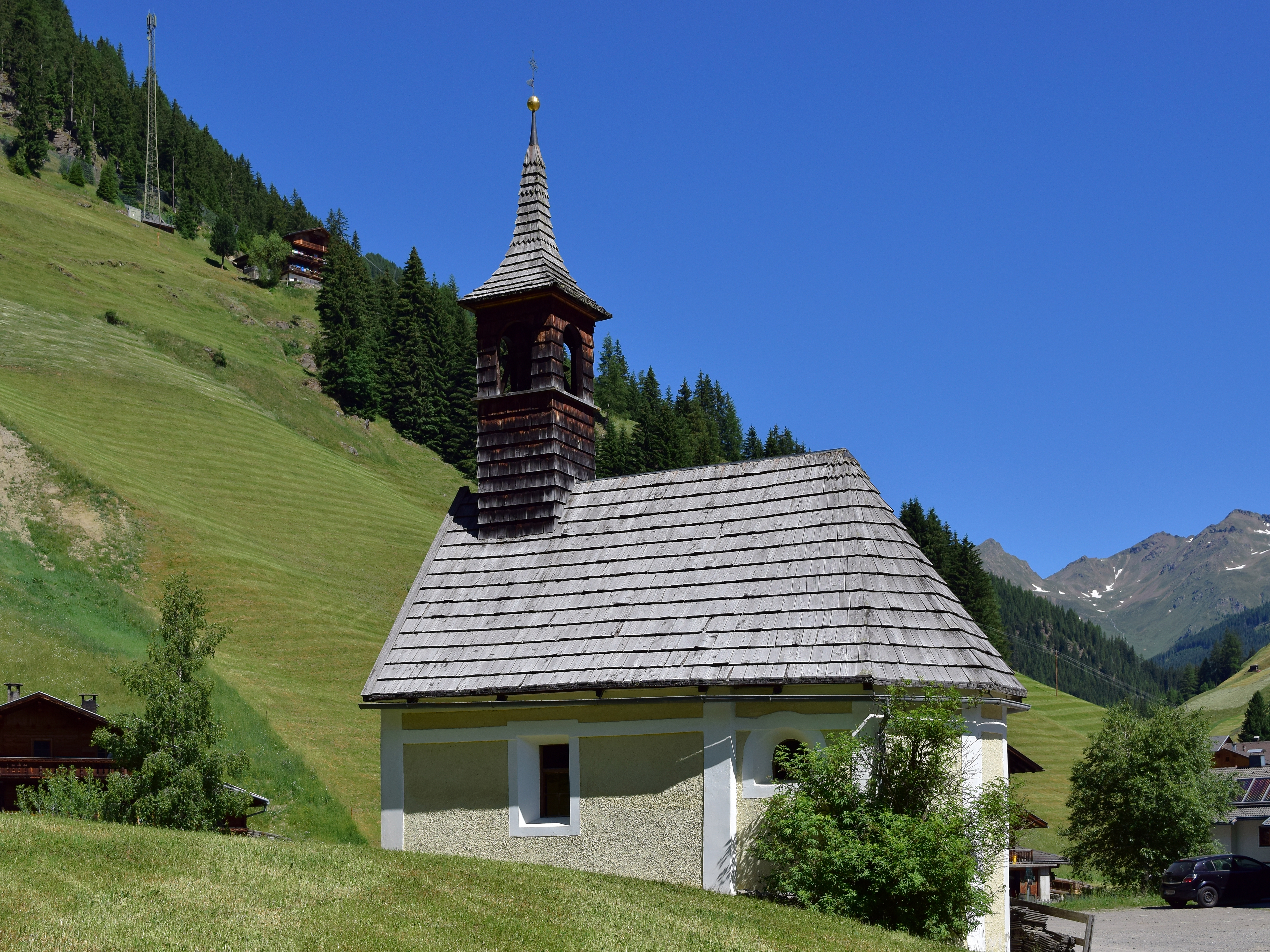
Katholische Kapelle hl. Johannes Nepomuk in Kalkstein

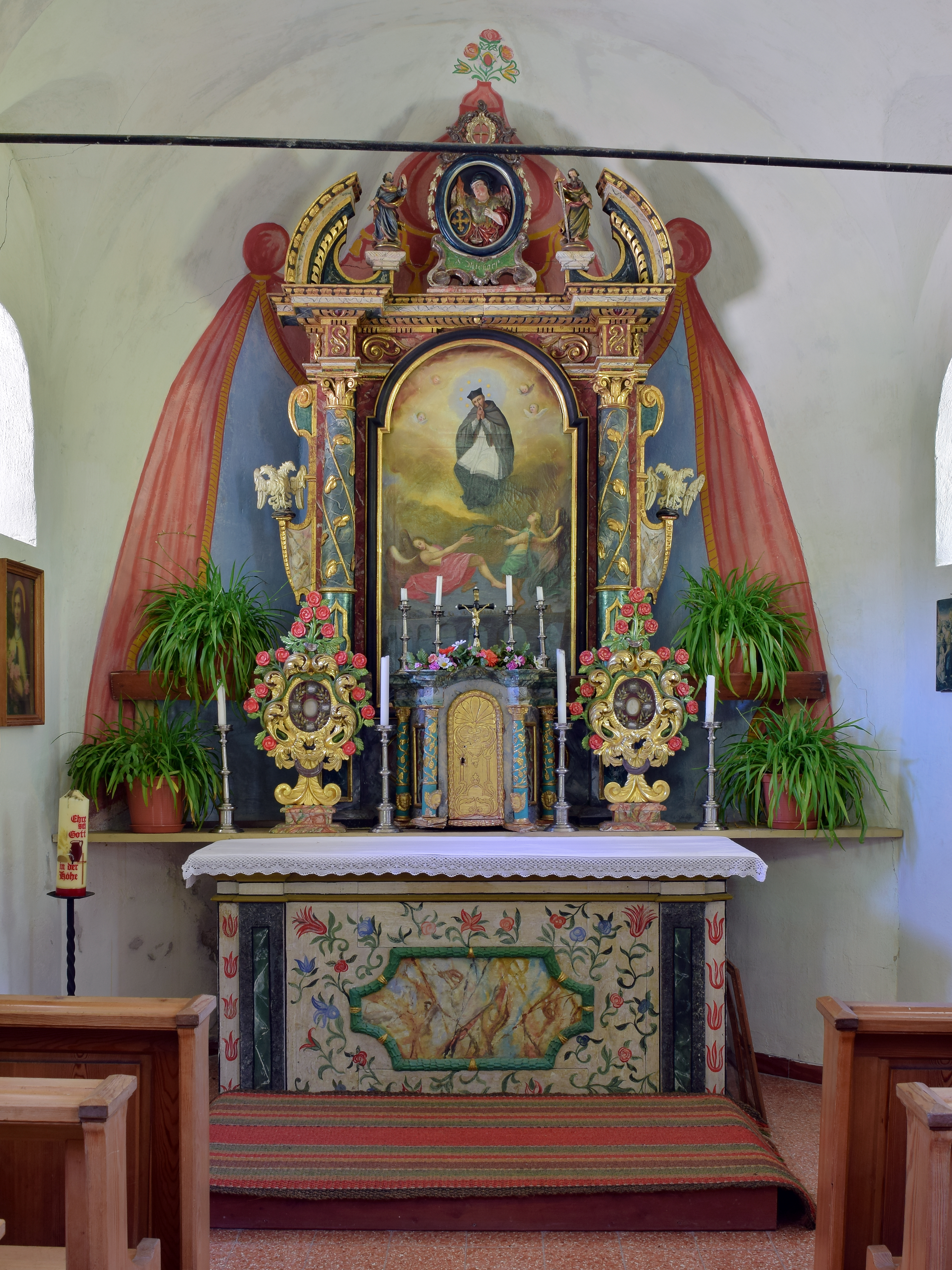
Blick zum Altar

Die römisch-katholische Maxerkapelle steht in der Nähe des Kalksteiner Bachs vor dessen Einmündung in den Villgratenbach am Eingang in das Tal der Ortschaft Kalkstein in der Gemeinde Innervillgraten im Bezirk Lienz im Bundesland Tirol. Die dem Patrozinium hl. Johannes Nepomuk unterstellte Hofkapelle gehört zum Dekanat Sillian in der Diözese Innsbruck. Die Kirche steht unter Denkmalschutz (Listeneintrag).

## Beschreibung
1733 bestand ein Bildstock und 1749 wurde die Kapelle errichtet.
Der einfache Kapellenbau unter einem Satteldach mit einem hölzernen Dachreiter hat einen leicht abgesetzten Chor mit einem polygonalen Schluss. Das Kapelleninnere zeigt ein Tonnengewölbe mit Stichkappen, einen Chorbogen und den Chor mit einem Dreiseitschluss. Die Fenster sind viereckig.
Der barocke Altar aus der zweiten Hälfte des 17. Jahrhunderts hat einen Aufbau mit Säulen, von Ranken umwunden, mit Konsolen mit Doppeladler, verkröpftem Gebäck und gesprengtem Segmentgiebel und einem neuen Aufsatz, er zeigt das Altarbild hl. Johannes Nepomuk aus 1733 und trägt die Figuren der Heiligen Andreas und Johannes Nepomuk und einen Tabernakel. Hinter dem Altar zeigt sich eine Baldachinmalerei.